# 邢亦民
邢亦民（1913年10月—2013年2月9日），山西定襄镡村人，中华人民共和国法官。
1937年11月，任八路军115师685团政治处宣传干事，抗大政工训练队队长兼政治指导员，抗大总校一大队组织股股长，后任东北军政大学、中南军政大学政治部组织部部长等职。1949年11月后，任最高人民法院民事审判庭副庭长、代理庭长，最高法审判委员会委员等职。1959年，调任山西省机电设备成套局副局长。1962年7月后，任最高法刑二庭副庭长、副院长兼刑事审判庭庭长。文化大革命中受到迫害。1978年5月后，任第五届全国人大常委会副秘书长，全国人大法制委员会委员、宪法修改委员会副秘书长。2013年去世。